# Маджорани, Ламберто
Ламберто Маджорани (итал. Lamberto Maggiorani; 28 августа 1909, Рим, Италия — 22 апреля 1983, Рим, Италия) — итальянский актёр.
Ламберто Маджорани не имел актёрского образования. В кино он попал благодаря тому, что создатели фильма «Похитители велосипедов» ратовали за участие актёров-непрофессионалов для обеспечения реализма: режиссёр картины Витторио Де Сика в поисках актёра на роль Антонио Риччи посетил завод «Бреда», где Ламберто работал токарем, и пригласил рабочего на пробу. Проба оказалась успешной, и Де Сика предложил Маджорани сыграть эту роль, взяв с него слово, что по истечении съемочного периода тот вернётся на завод. Однако в процессе съёмок на заводе произошло сокращение, и Ламберто был уволен.
Пытаясь найти работу, в конце концов Маджорани вернулся в кино и стал получать небольшие роли второго плана или в массовке в заметных фильмах, в том числе «Мама Рома» и «Бурное море».
Жизнь и судьба Ламберто легла в основу сценария итальянского прозаика и сценариста Чезаре Дзаваттини «Ты, Маджорани» («Tu, Maggiorani»).
Маджорани умер 22 апреля 1983 году в больнице Сан-Джованни в Риме.

## Фильмография
- 1948 — Похитители велосипедов — Антонио Риччи
- 1949 — Двадцать лет
- 1950 — Donne senza nome — муж Aнны
- 1951 — История пяти городов
- 1951 — Осторожно! Бандиты! — Марко
- 1951 — Анна — пациент Лонели
- 1951 — Salvate mia figlia
- 1952 — Умберто Д. — эпизод (в титрах не указан)
- 1954 — Vacanze col gangster … Il galeotto innocente N. 5823
- 1954 — Via Padova 46 … Il portiere
- 1955 — Дон Камилло и депутат Пеппоне
- 1956 — Toto, Peppino e i… fuorilegge — бандит
- 1961 — Страшный суд — бедняк
- 1962 — Мама Рома — больной
- 1963 — Бурное море
- 1970 — Остия — отец Моники